# Antonio Panizzolo
Antonio Panizzolo (Ferrara, 22 agosto 1930 – Lugano, 17 maggio 2019) è stato un calciatore italiano, di ruolo portiere.

## Carriera
Dal 1950 al 1953 gioca per il Padova tre stagioni di Serie A e Serie B totalizzando 21 presenze.
Trasferitosi in Svizzera a fine carriera gioca nel Lugano.